# 福州船政局
福州船政局（ふくしゅうせんせいきょく）または馬尾船政局は李鴻章や左宗棠の指導下行なわれた洋務運動により設立された、中国の造船所のうちの一つである。福州馬尾の閩江を僅かに遡った場所に位置した。

## 概要
造船所、船政学堂等の施設は1866年（同治5年）に計画が開始、1867年（同治6年）に建設が開始された。この間、左宗棠が陝甘総督に転任となった為、推薦された沈葆楨が船政大臣と船政局事務を掌握した。二人のフランス海軍士官プロスペール・ジケルとポール・デグベルはフランス海軍より許可を得て、約40名の技術者を欧州で募集、現地にて溶鉱炉と西洋式の海軍造船所を建設し、11隻の輸送艦と5隻の砲艦を建造、船政学堂にて兵員、技術者の養成を5年間で行なうというものであった。清国政府は原材料、及び労働力を提供、5年間の運営費約300万両と船舶の維持費用の一部は、アヘンの輸入税によって賄われていた。最初に建造されたのは150馬力の「万年清」で、1869年（同治8年）に進水した。
その後1884年（光緒11年）に清仏戦争の馬江海戦で殆どの施設がフランス軍に破壊されるが後に再建され、辛亥革命後の1926年に海軍馬尾造船廠と改称された。